# Percy Heath
Percy Heath (Wilmington, Észak-Karolina, 1923. április 30. – Southampton, New York, 2005. április 28.) amerikai nagybőgős.
Percy Heath a tenorszaxofonos Jimmy Heath és a dobos Albert Heath testvére volt, akikkel 1975-ben létrehozták a Heath Brothers triót. Világhírt a Modern Jazz Quartet együttessel ért el. Az évek folyamán zenésztársai között volt többek közt Miles Davis, Dizzy Gillespie, Charlie Parker, Wes Montgomery és Thelonious Monk is.
Középiskolásként hegedült. A második világháború alatt a légierőnél is ezen játszott. Ezután kezdett bőgőzni, először a zongorista, Red Garland zenekarában. Rövidesen Dizzy Gillespie big bandjébe került.
1951-ben találkozott Milt Jacksonnal, John Lewis-szal és Kenny Clarke-kal. Így jött létre a Modern Jazz Quartet. Ez négy egyenrangú muzsikus alkotó közössége lett. 1975-ben testvéreivel új együttest alakított. A The Watergate Blues, a Rejoice és az Islandize népszerű szerzeményei voltak.
A 80-as évek elején a MJQ újra összeáll, és Percy Heith mindkét együttesben játszott.
A Berklee zeneakadémia díszdoktora volt, a francia kormány kitüntette a Művészeti Rend tiszti fokozatával.